# Серединный узел
Середи́нный у́зел (от англ. Bight Knot) — закрытая петля, которая завязана на середине верёвки, образующая одно-, двух- или многопетлевой узел. В основном, натяжение коренных концов верёвки большинства серединных узлов происходит перпендикулярно петле, но есть узлы с параллельным натяжением (см. проводник, восьмёрка), для которых перпендикулярное натяжение исключено. Завязывание серединного узла предполагает использование петли, исключающее концы, а в случае использования концов, такой узел относится к декоративным, а не к бытовым.
Подобного рода узлы предназначены для ручного или ножного удержания, либо для создания временного огона для ввязывания в него другой верёвки (см. бекетовый узел), либо для натяжения верёвки (см. водительский узел, навесная переправа), также серию завязанных петель на середине верёвки возможно использовать на колокольной или альпинистской верёвках, для отдельного привязывания лошадиных поводьев к верёвочному ограждению, для создания отдельных вешалок на бельевой верёвке от скатывания к середине, либо для создания подвесов на верёвке для вдевания внутрь телефонного или электрического кабеля.
Другой задачей серединных узлов является выведение из работы перебитого участка верёвки, а также как средство укорочения верёвки.

## Перечень
Бытовые
- Бурлацкая петля
- Ведёрный узел
- Глухая петля
- Узел звонаря
- Двойной узел звонаря
- Колышка
- Пиратский узел
- Подвесная петля
- Проводник
- Скользящая глухая петля

Морские
- Амфорный узел
- Бочечный узел
- Булинь на середине верёвки
- Выбленочный узел
- Двойной беседочный узел
- Испанский булинь
- Кандальный узел
- Матросский крест
- Олимпийский узел
- Пьяный узел
- Сваечный узел
- Топовый узел
- Узел истинной любви
- Французский топовый узел
- Шкотовый узел

Альпинистские
- Австрийский проводник
- Амортизирующие узлы
- Бабочка
- Восьмёрка
- Двойная восьмёрка
- Двойной проводник
- Мяч
- Односторонняя восьмёрка
- Польский узел
- Рифовый узел
- Стремя
- Узел Гарда
- Узел двойной УИАА
- Узел Мунтера мула
- Узел УИАА